# Sint-Franciscus van Saleskerk (Boulogne-sur-Mer)

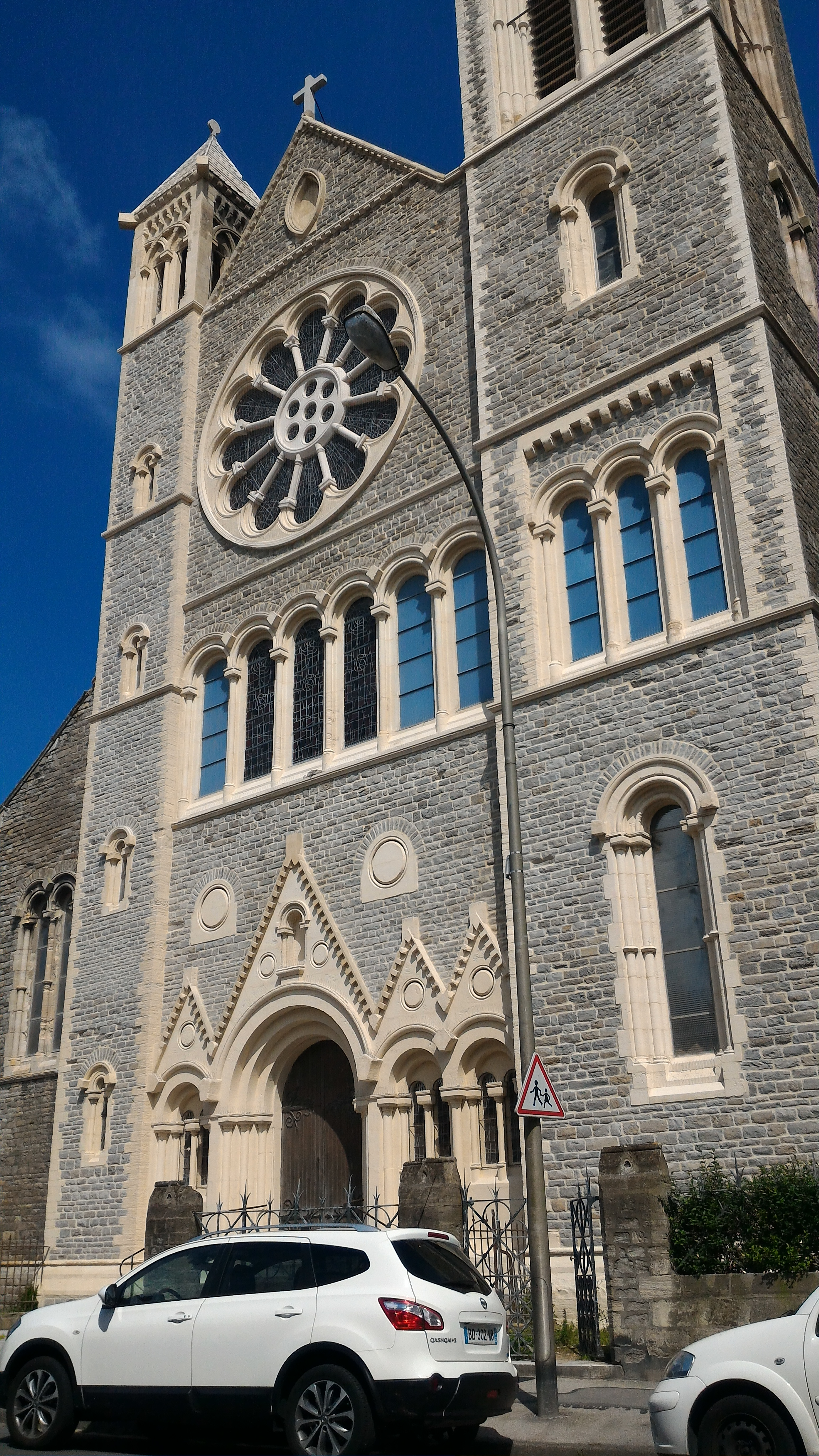
Sint-Franciscus van Saleskerk

De Sint-Franciscus van Saleskerk (Église Saint-François-de-Sales) is een rooms-katholiek kerkgebouw in de tot het departement Pas-de-Calais behorende stad Boulogne-sur-Mer, gelegen aan de Rue de Bréquerecque.

## Geschiedenis
De kerk werd gebouwd tussen 1857 en 1860 naar ontwerp van de Britse architect Charles Hansom. De parochie splitste zich af van de Sint-Niklaasparochie.

## Gebouw
Het betreft een driebeukige kerk, gebouwd in natuursteenblokken. De voorgevel bevat een roosvenster en wordt geflankeerd door twee lage torens. Er is een kooromgang met straalkapellen. De biechtstoelen zijn in de muur ingebouwd en hierboven is een tribune waarop de zusters Augustinessen van het naastliggende klooster plaats konden nemen.